# Corethrella davisi
Corethrella davisi är en tvåvingeart som beskrevs av Shannon och Ponte 1928. Corethrella davisi ingår i släktet Corethrella och familjen Corethrellidae. Inga underarter finns listade i Catalogue of Life.